# Zuzana Tomčíková
Zuzana Tomčíková (* 23. April 1988 in Zvolen, Tschechoslowakei) ist eine ehemalige slowakische Eishockeytorhüterin, die über viele Jahre Stammtorhüterin der slowakischen Nationalmannschaft war.

## Karriere
Zuzana Tomčíková wurde zwar in der Tschechoslowakei geboren, besuchte aber die Caronport High School in Kanada. Mit dem Mädchenteam der High School gewann sie die Meisterschaft der regionalen und überregionalen Liga. Parallel spielte sie auch für ein Jungenteam in der South Central minor hockey league. In ihrer Heimat war sie beim HC Slovan Bratislava registriert, mit dem sie 2007 die Elite Women’s Hockey League gewann.
In der Saison 2007/08 lief sie für den Linköpings HC in der Riksserien auf, ehe sie nach Nordamerika zurückkehrte und sich an der Bemidji State University einschrieb. Neben ihrem Studium der Kommunikationswissenschaft (Mass communication) spielte sie für die Beavers, das Eishockeyteam der Universität, in der Western Collegiate Hockey Association. In den vier Jahren bei den beavers gewann sie zahlreiche persönliche Auszeichnungen, ehe sie ihr Studium 2012 erfolgreich beendete.
Zwischen 2012 und 2014 spielte sie für Tornado Moskowskaja Oblast und gewann mit Tornado zweimal den IIHF European Women Champions Cup (2013 und 2014) sowie 2013 den russischen Meistertitel.
Bei der Weltmeisterschaft der U18-Frauen 2015 der Division I betreute sie die ungarische U18-Auswahl als Assistenztrainerin.

### International

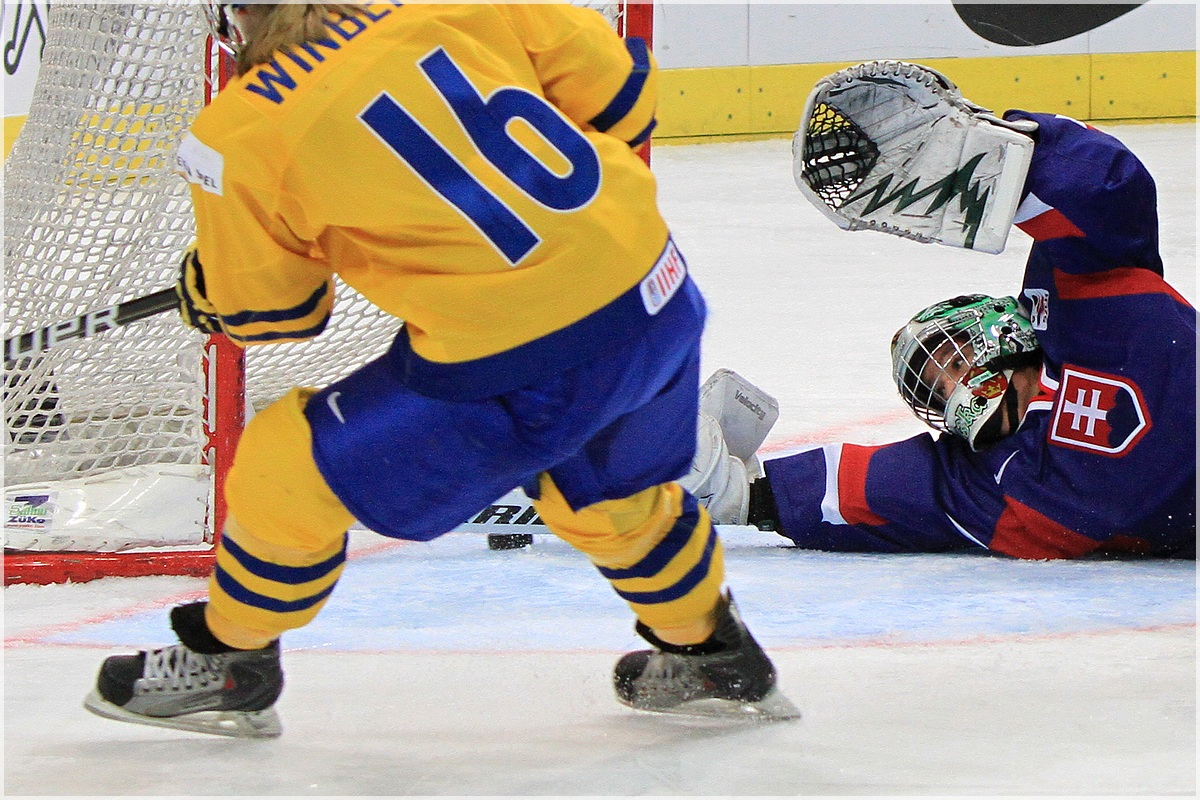
Zuzana Tomčíková hält einen Schuss von Pernilla Winberg bei der Weltmeisterschaft 2011

Zwischen 2005 und 2013 war Tomčíková Stammtorhüterin der slowakischen Nationalmannschaft und führte diese mit sehr guten Torhüterleistungen aus der Division II (2007) bis in die Top-Division der Weltmeisterschaft (2009). Zudem qualifizierte sie sich mit dem Nationalteam in zwei Qualifikationsrunden für die Olympischen Winterspiele 2010, bei denen die Slowakei den letzten (achten) Platz belegte.
Zudem nahm Tomčíková  an der Streethockey-Weltmeisterschaft der Frauen 2009 in Pilsen teil. Bei der Winter-Universiade 2011 gewann sie mit der slowakischen Studentenauswahl die Bronzemedaille. Im gleichen Jahr nahm sie an der Weltmeisterschaft teil und zeigte dort die besten Leistungen ihrer Karriere. Daher wurde sie als Most Valuable Player des Turniers ausgezeichnet und in das All-Star Team berufen.

## Erfolge und Auszeichnungen
- 2007 Meister der EWHL mit dem HC Slovan Bratislava
- 2013 Gewinn des IIHF European Women Champions Cup mit Tornado Moskowskaja Oblast
- 2013 Russischer Meister mit Tornado Moskowskaja Oblast
- 2014 IIHF European Women Champions Cup mit Tornado Moskowskaja Oblast

### College
- 2009 All-WCHA Second Team[4]
- 2010 Co-WCHA Player of the Year
- 2010 WCHA All-Academic Team
- 2011 All-WCHA Second Team

### International
- 2007 Aufstieg in die Division I bei der Weltmeisterschaft der Division II
- 2008 Beste Torhüterin der Weltmeisterschaft der Division I
- 2009 Aufstieg in die Top-Division bei der Weltmeisterschaft der Division I
- 2009 Beste Torhüterin der Weltmeisterschaft der Division I
- 2011 All-Star Team der Weltmeisterschaft[3]
- 2011 Most Valuable Player der Weltmeisterschaft[3]

## Karrierestatistik

### International
(Legende zur Torhüterstatistik: GP oder Sp = Spiele insgesamt; W oder S = Siege; L oder N = Niederlagen; T oder U oder OT = Unentschieden oder Overtime- bzw. Shootout-Niederlage; Min. = Minuten; SOG oder SaT = Schüsse aufs Tor; GA oder GT = Gegentore; SO = Shutouts; GAA oder GTS = Gegentorschnitt; Sv% oder SVS% = Fangquote; EN = Empty Net Goal; 1 Play-downs/Relegation; Kursiv: Statistik nicht vollständig)